# Lupinus reflexus
Lupinus reflexus és una espècie de llobí dins la família de les fabàcies. És una planta nativa de Mèxic i a Espanya figura dins la llista de plantes de venda regulada per la seva toxicitat.